# ベルンハルト・クライン

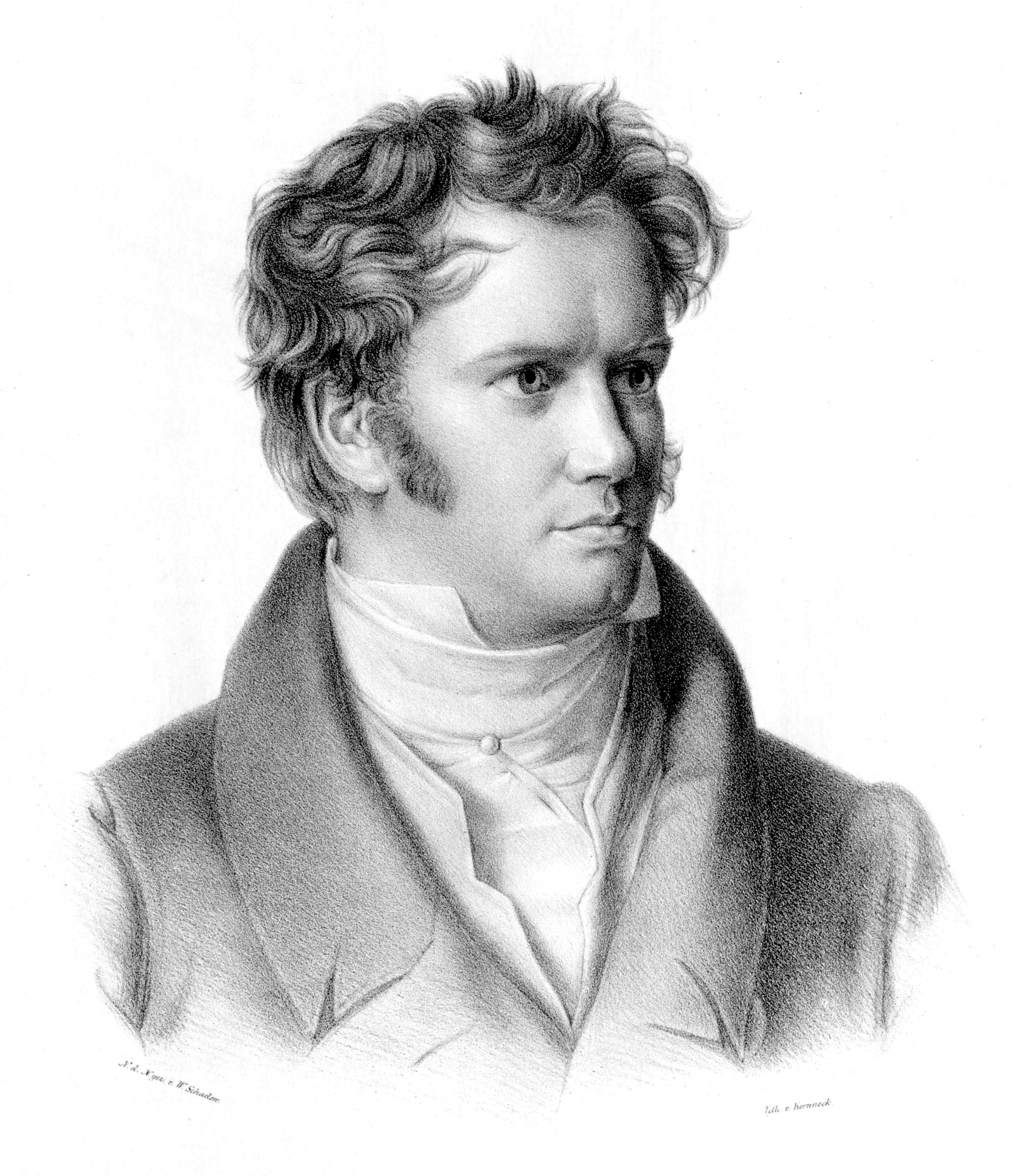
ゴットフリート・シャードウ作

ベルンハルト・クライン（Bernhard Klein 1793年3月6日 - 1832年9月9日）は、ドイツの作曲家。

## 生涯
クラインはケルンに生まれた。彼はリリー・パルテイ（Lilly Parthey 1800年10月2日ベルリン-1829年8月2日）と結婚した。彼女はグスタフ・パルテイ（Gustav- 1798年-1832年）の妹であり、フリードリヒ・ニコライの孫娘である。彼らの娘であるエリザベート・クライン（Elisabeth- 1828年-1899年）は、1846年7月5日にエジプト学者のカール・リヒャルト・レプシウスと結婚した。
クラインはパリ音楽院で学んだ後、ケルン大聖堂の音楽監督になった。1819年にはカール・フリードリヒ・ツェルターの求めに応じてベルリンに移り、そこで生涯を終えることになる。彼は1820年に王立教会音楽大学（Royal Institute for Church Music）の作曲科教授となり、またベルリン大学の音楽監督となった。彼は友人で音楽批評家のルートヴィヒ・レルシュタープと共に、第2ベルリン歌曲評議会（Zweiten Berliner Liedertafel）を立ち上げている。
クラインの作品にはオラトリオ、ミサ曲、マニフィカト、カンタータ、詩篇、聖歌、モテットがあり、また3つのオペラ、歌曲、ピアノ曲もある。彼の保守的な作曲姿勢はアントン・ティボーの影響によるものである。

## 作品
- Dido (after Ludwig Rellstab), Opera, 1823
- Ariadne, Opera, 1824
- Irene, Opera
- Jephtha, Oratorio
- David, Oratorio
- Hiob, Oratorio
- Athalia, Oratorio